# Kazakiska höglandet
Kazakiska höglandet (kazakiska: Qazaqtyng Usaqshoqylyghy), eller Saryarqa, är ett högland i östra Kazakstan. Den centrala delen om cirka 500 000 kvadratkilometer har vidsträckta högplatåer mer än 500 meter över havet. Många bergryggar och toppar når över 1000 meter över havet. Den högsta toppen är berget Aksoran på 1566 meter över havet.
Höglandet övergår i norr successivt i Kazakstäppen och Västsibiriska slätten. I öster utgör Irtysj dalgång en naturlig gräns innan Altajbergen tar vid. I söder ligger bäckenet med Balchasjsjön och saltsjön Alakol. I sydväst finns Karataubergen och Turanlåglandet med resterna av Aralsjön. I nordost gränsar höglandet mot Kirgizstäppen och Turgajdalen, följt av sydliga utlöpare av Uralbergen.

På höglandet ligger världsarvområdet Sarjarka med ostörda stäpper och våtmarker. 
Den största staden på höglandet är Qaraghandy, med cirka en halv miljon invånare. 